# Kelheim
Kelheim er administrationsby for Landkreis Kelheim i Regierungsbezirk Niederbayern i den tyske delstat Bayern. Kelheim ligger ved Donau og Main-Donau-Kanalen mellem Ingolstadt og Regensburg.

## Geografi
Byen ligger ved udløbet af slugten Donaudurchbruch bei Weltenburg, kort efter hvor Donau gennemskærer Fränkische Alb, nedenfor Michelsberges, og ved udmundingen af Altmühl i Donau. Ved et flodsving ved Weltenburg ligger benediktinerklosteret Kloster Weltenburg